# 7e étape du Tour d'Espagne 2010
La 7e étape du Tour d'Espagne 2010 s'est déroulée le vendredi 3 septembre 2010 entre Murcie et Orihuela sur 170 km.  L'Italien Alessandro Petacchi (Lampre-Farnese Vini) remporte l'étape au sprint. Il s'agit de sa 20e victoire sur la Vuelta. Le Belge Philippe Gilbert (Omega Pharma-Lotto) conserve le maillot rouge de leader.

## Profil de l'étape
Cette étape comprend un seul col comptant pour le classement de la montagne. Le parcours est plat et propose  une côte de troisième catégorie, le Puerto de Hondón de los Frailes situé à 50 kilomètres de l'arrivée. L'étape est donc favorable aux sprinteurs.

## Côtes
Une côte est répertoriée.
- Puerto de Hondón de los Frailes (3e catégorie)

|   | Cycliste                | Équipe            | Pts |
| - | ----------------------- | ----------------- | --- |
| 1 | Jorge Martín Montenegro | Andalucía-Cajasur | 3   |
| 2 | Martin Pedersen         | Footon-Servetto   | 2   |
| 3 | Vladimir Isaychev       | Xacobeo Galicia   | 1   |

## Classement de l'étape
|    | Coureur             | Pays        | Équipe              |    | Temps           |
| -- | ------------------- | ----------- | ------------------- | -- | --------------- |
| 1  | Alessandro Petacchi | Italie      | Lampre-Farnese Vini | en | 4 h 36 min 12 s |
| 2  | Mark Cavendish      | Royaume-Uni | HTC-Columbia        |    | m.t.            |
| 3  | Juan José Haedo     | Argentine   | Saxo Bank           |    | m.t.            |
| 4  | Andreas Stauff      | Allemagne   | Quick Step          |    | m.t.            |
| 5  | Tyler Farrar        | États-Unis  | Garmin-Transitions  |    | m.t.            |
| 6  | Denis Galimzyanov   | Russie      | Katusha             |    | m.t.            |
| 7  | Robert Förster      | Allemagne   | Milram              |    | m.t.            |
| 8  | Sébastien Hinault   | France      | AG2R La Mondiale    |    | m.t.            |
| 9  | Daniele Bennati     | Italie      | Liquigas-Doimo      |    | m.t.            |
| 10 | Wouter Weylandt     | Belgique    | Quick Step          |    | m.t.            |

## Classement général
|    | Coureur            | Pays       | Équipe             |    | Temps            |
| -- | ------------------ | ---------- | ------------------ | -- | ---------------- |
| 1  | Philippe Gilbert   | Belgique   | Omega Pharma-Lotto | en | 27 h 12 min 38 s |
| 2  | Igor Antón         | Espagne    | Euskaltel-Euskadi  | +  | 10 s             |
| 3  | Joaquim Rodríguez  | Espagne    | Katusha            |    | 10 s             |
| 4  | Vincenzo Nibali    | Italie     | Liquigas-Doimo     |    | 12 s             |
| 5  | Peter Velits       | Slovénie   | HTC-Columbia       |    | 16 s             |
| 6  | Tejay van Garderen | États-Unis | HTC-Columbia       |    | 29 s             |
| 7  | Xavier Tondo       | Espagne    | Cervélo TestTeam   |    | 49 s             |
| 8  | Fränk Schleck      | Luxembourg | Saxo Bank          |    | 50 s             |
| 9  | Rubén Plaza        | Espagne    | Caisse d'Épargne   |    | 54 s             |
| 10 | Ezequiel Mosquera  | Espagne    | Xacobeo Galicia    |    | 55 s             |

## Abandon
- Juan Antonio Flecha[3] (Sky) : abandon